# Sukahaji (Cihaurbeuti)
Sukahaji is een bestuurslaag in het regentschap Ciamis van de provincie West-Java, Indonesië. Sukahaji telt 3063 inwoners (volkstelling 2010).